# Maja-Werk
Maja-Werk AG bzw. Maja-Werk für Motor-Vierrad-Bau AG war ein deutscher Automobilhersteller.

## Unternehmensgeschichte
Am 16. Juni 1923 gründeten Karl Mayr, der seit 1921 den Karl Mayr Kraftfahrzeugbau betrieb, Walter Raben, die Kommanditgesellschaft Friedrich Raben Erben, die oHG Georg Kleinwort und Otto Windstosser das Unternehmen. Standort war die Schönfeldstraße 28 in München. Die Automobilproduktion der Gesellschaft endete 1924 nach nur einem Jahr.

## Fahrzeuge
Das einzige Modell Motorbiene war ein Cyclecar. Angetrieben wurde es von einem Zweizylinder-Boxermotor von BMW. 68 mm Bohrung und 68 mm Hub ergaben 494 cm³ Hubraum. Das Getriebe hatte drei Gänge. Auf ein Differenzial an der Hinterachse wurde angesichts der Spurbreite von 105 cm verzichtet. Bei einem Radstand von 250 cm betrug die Fahrzeuglänge 310 cm.  Das Gewicht des Fahrgestells war mit 180 kg angegeben.